# 日本史の出来事一覧
日本史の出来事一覧（にほんしのできごといちらん）では、日本の歴史上の主な出来事を年代順に記述する。
- 小学校学習指導要領に定める、「社会科」で取り上げるべき人物については、下線を引いた。

## 古代

### 旧石器時代・縄文時代
- 紀元前2万年頃 現生人類が入植する。
- 紀元前3500年頃 三内丸山遺跡に定住型の大規模集落が形成される。
- 紀元前1500年頃 山形県の三崎山遺跡において青銅刀が使用される。
- 紀元前1000年頃 亀ヶ岡遺跡などで遮光器土偶が盛んに作られる。
- 紀元前660年頃 伝説によれば、初代天皇の神武天皇が即位。

### 弥生時代
- 紀元前1000年頃 菜畑遺跡や板付遺跡などで水稲栽培が始まる。
- 紀元前700年頃  福岡県の今川遺跡において遼寧式銅剣の鋒と茎から再加工されたと思われる銅鏃と銅鑿が製作される。
- 紀元前300年頃 吉野ケ里遺跡に大規模な環濠集落が形成される。
- 57年 倭奴国王、後漢に遣使し、光武帝から印綬を受ける。
- 107年 倭面土国王帥升、後漢に遣使。
- 180年頃?  倭国大乱が勃発。
- 239年 邪馬台国の女王卑弥呼、魏に遣使し、明帝から金印紫綬を受ける。
  - 同じ頃 邪馬台国と狗奴国の抗争。
- 266年 邪馬台国の台与が西晋に遣使。

### 古墳時代・飛鳥時代
- 4世紀中頃 ヤマト王権の成立？。
- 369年[1] 百済の近肖古王が倭王（神功皇后？）に七支刀を献上する。
- 391年 - 404年 ヤマト王権による朝鮮半島侵攻（第一次倭・高句麗戦争）。
- 413年 - 5世紀末頃 しばしば中国南朝に遣使（倭の五王）。
- 443年[2] 允恭地震。
- 456年 史料にて確認できる最初の天皇暗殺（眉輪王の変）。
- 463年 吉備氏の乱。
- 464年[3] 第二次倭・高句麗戦争。
- 479年 雄略天皇死後における王位継承戦争（星川皇子の乱）。
- 6世紀初頃  仁徳王統の断絶に起因するヤマト王権の弱体化および一系列の内乱。
  - 512年 伽耶（任那）4県を百済に譲渡。
  - 527年 磐井の乱。
  - 531年 辛亥の変。
  - 534年 武蔵国造の乱。
- 538年（一説に552年） 百済の聖王、仏像及び経綸を献ず（儒教伝来、仏教公伝）。
- 540年 伽耶（任那）問題で大伴金村失脚。
- 552年 蘇我稲目と物部尾輿が崇仏争論を展開。
- 562年 伽耶（任那）が新羅により滅亡。
- 587年 丁未の変により蘇我馬子が物部守屋を滅ぼす。
- 592年 崇峻天皇の暗殺。
- 593年 - 622年 初の女性天皇である推古天皇が即位し、聖徳太子の摂政開始。
  - 593年 四天王寺造立。
  - 603年 冠位十二階を制定。
  - 604年 十七条憲法を制定。
  - 607年 小野妹子を隋に遣わす。
  - 607年 法隆寺の創建。
- 600年 史料上初の遣隋使派遣（隋書より）。
- 630年 犬上御田鍬を唐に派遣。遣唐使の初め。
- 645年（大化元年） 中大兄皇子と中臣鎌足による蘇我氏宗家誅滅（乙巳の変）。大化の改新始まる。
  - 646年（大化2年） 改新の詔
- 660年 百済が唐・新羅に滅ぼされ、百済人が日本に渡来。
- 663年 白村江の戦い
- 668年 高句麗が唐・新羅に滅ぼされ、高句麗人が日本に渡来（高麗神社）。
- 672年 壬申の乱。飛鳥京に遷都する。
- 683年頃 富本銭を鋳造する。
- 684年 八色の姓を制定する。白鳳地震。
- 694年 藤原京に遷都する。
- 701年（大宝元年） 大宝律令の成立。倭国、国号を日本に改める。
- 708年（和銅元年） 銀銭及び銅銭を鋳造する（和同開珎）。

### 奈良時代
- 710年（和銅3年） 平城京に遷都する。
- 712年（和銅5年） 『古事記』の成立。
- 718年（養老2年） 養老律令の成立（実施は757年（天平宝字元年）から）。
- 720年（養老4年） 『日本書紀』の成立。
- 行基ら、僧侶による社会事業が諸国で行われる。
- 723年（養老7年） 三世一身法を定める。
- 727年（神亀4年） 渤海使が初めて渡来。
- 729年（神亀6年） 長屋王の変
- 729年（天平元年） 聖武天皇の后に光明子（光明皇后）を冊立。
- 740年（天平12年） 藤原広嗣の乱
- 741年（天平13年。一説に738年） 聖武天皇が諸国に国分寺・国分尼寺建立の詔。
- 743年（天平15年） 墾田永年私財法を定める。
- 744年（天平16年） 大伴駿河麻呂が蝦夷征討を命じられる（三十八年戦争）。
- 752年（天平勝宝4年） 東大寺大仏の開眼供養。
- 754年（天平勝宝6年） 唐僧鑑真、来朝して律宗を伝える。
- 757年（天平宝字元年） 橘奈良麻呂の乱
- 759年（天平宝字3年）頃 『万葉集』の成立。
- 764年（天平宝字8年） 藤原仲麻呂の乱（恵美押勝の乱）
- 765年（天平神護元年） 道鏡、太政大臣禅師となる。
- 769年（神護景雲3年） 宇佐八幡宮神託事件
- 782年（延暦元年） 氷上川継の乱
- 784年（延暦3年） 長岡京に遷都する。
- 788年（延暦7年） 最澄が延暦寺建立。

### 平安時代
- 794年（延暦13年） 平安京に遷都する。
- 801年（延暦20年） 坂上田村麻呂、蝦夷を平定する。
- 805年（延暦24年） 徳政相論が行われる。
- 810年（弘仁元年） 蔵人所を置く。
- 810年（弘仁元年） 薬子の変
- 816年（弘仁7年）空海が金剛峯寺を建立。 このころ検非違使を置く。
- 833年（天長10年） 令義解の撰上。
- 842年（承和9年） 承和の変（藤原氏による他氏排斥の始まり）
- 858年（天安2年） 藤原良房、人臣として初めて摂政となる。
- 866年（貞観8年）  応天門の変
- 869年（貞観11年） 貞観地震
- 878年（元慶2年） 元慶の乱
- 887年（仁和3年） 藤原基経、関白となる（関白の初め）。仁和地震
- 摂関政治の始まり
- 888年（仁和4年） 阿衡事件
- 893年?（寛平5年） 初めて滝口武者（滝口の武士）を置く。
- 武士の登場
- 894年（寛平6年） 遣唐使を廃止する。
- 901年（昌泰4年） 昌泰の変（菅原道真、大宰権帥に左遷される。）
- 905年（延喜5年） 『古今和歌集』の成立。
- 927年（延長5年） 延喜式の撰上（施行は967年（康保4年）から）。
- 935年（承平5年） - 941年（天慶4年） 承平天慶の乱
  - 937年（承平7年） 官符を下して、平将門を追捕せしむ。
  - 939年（天慶2年） 平将門の乱
  - 939年（天慶2年） 藤原純友の乱（天慶の乱）
  - 940年（天慶3年） 平貞盛・押領使藤原秀郷ら、平将門を誅する。
  - 941年（天慶4年） 源経基・追捕使小野好古ら、藤原純友を誅する。
- 939年（天慶2年） - 941年（天慶4年） 天慶の乱 (出羽国)
- 969年（安和2年） 安和の変
- 988年（永延2年） 尾張の郡司・百姓ら、国守藤原元命の非政を訴える（国司苛政上訴）。
- 1000年 - 1014年頃 清少納言の『枕草子』、紫式部の『源氏物語』が成立する。
- 1017年（寛仁元年） 藤原道長、太政大臣となる。
- 1019年（寛仁3年） 刀伊の入寇
- 1028年（長元元年） 平忠常の乱。東国に河内源氏が進出。
- 1051年（永承6年） 前九年の役起こる。
- 1069年（延久元年） 延久の荘園整理令。初めて記録荘園券契所を置く。
- 1073年（延久5年） 院の蔵人所を置く。
- 1083年（永保3年） 後三年の役起こる。
- 1086年（応徳3年） 白河上皇、院政を始める。
- 1096年（嘉保3年） 永長地震
- 1098年（承徳2年） 源義家、昇殿を許される（初めて武士が殿上人となる）。
- 1108年（天仁元年） 平正盛が源義親を誅する（源義親の乱）。
- 1132年（長承元年） 平忠盛、昇殿を許される。
- 1156年（保元元年） 保元の乱
- 1159年（平治元年） 平治の乱
- 1167年（仁安2年） 平清盛、太政大臣となる。
- 1169年（仁安4年/嘉応元年。または1179年（治承3年）） 後白河法皇の編による『梁塵秘抄』が成立。
- 1173年 日宋貿易起きる。
- 1175年 法然が専修念仏を唱え始める（鎌倉仏教の始まり）。
- 1177年（治承元年） 鹿ケ谷の陰謀
- 1180年（治承4年） - 1185年（寿永4年） 治承・寿永の乱（源平合戦）
  - 1180年（治承4年）4月 以仁王、平家追討の令旨を発し、源頼政らとともに挙兵する（以仁王の挙兵）。
  - 1180年（治承4年）6月 福原行幸
  - 1180年（治承4年）8月 源頼朝、伊豆国で挙兵する（石橋山の戦い）。
  - 1180年（治承4年）10月 富士川の戦い
  - 1181年（治承5年）1月 南都焼討
  - 1183年（寿永2年）5月 倶利伽羅峠の戦い
  - 1183年（寿永2年）11月 水島の戦い
  - 1184年（寿永3年）1月 宇治川の戦い
  - 1184年（寿永3年）2月 源義経ら、摂津国福原で平家軍に大勝する（一ノ谷の戦い）。
  - 1185年（寿永4年）2月 屋島の戦い
  - 1185年（寿永4年）3月 壇ノ浦の戦い（平家滅亡）
- 1189年（文治5年）7月 - 同年9月 奥州合戦
  - 1189年（文治5年）8月 阿津賀志山の戦い

## 中世

### 鎌倉時代
- 1184年（寿永3年） 頼朝、鎌倉に公文所・問注所を置く。
- 1185年（文治元年） 頼朝、文治の勅許を得て、諸国に守護と地頭を置く。
- 1192年（建久3年） 頼朝、征夷大将軍に任ぜられる。
- 1200年（正治2年） 梶原景時の変
- 1203年（建仁3年） 比企能員の変。北条時政が初めて執権に就く。
- 1205年（元久2年） 牧氏事件
- 1212年（建暦2年） 鴨長明の『方丈記』が成立。
- 1213年（建保元年） 和田合戦
- 1219年（建保7年） 源実朝、公暁に暗殺され、源氏将軍が断絶。
- 1220年（承久2年） 慈円の『愚管抄』が成立。
- 1221年（承久3年） 承久の乱
- 1224年（元仁元年） 伊賀氏事件
- 1226年（嘉禄2年） 九条頼経が征夷大将軍に就任（摂家将軍の開始）。
- 1232年（貞永元年） 北条泰時、御成敗式目（貞永式目）を制定する。
- 1247年（宝治元年） 宝治合戦
- 1252年（建長4年） 宗尊親王が征夷大将軍に就任（宮将軍の開始）。
- 1260年 琉球王英祖が即位したと伝わる。
- 1268年（文永5年） 北条時宗が執権に就く。
- 1272年（文永9年） 二月騒動
- 元寇（蒙古襲来）
  - 1274年（文永11年） 文永の役
  - 1281年（弘安4年） 弘安の役
- 1285年（弘安8年） 霜月騒動（岩戸合戦）
- 1286年（弘安9年） 両統迭立の議、起こる（翌年、大覚寺統の後宇多天皇が譲位し、持明院統の伏見天皇が即位。）。
- 1290年（正応元年） 浅原事件
- 1293年（永仁元年） 平禅門の乱。鎌倉大地震。
- 1297年（永仁5年） 永仁の徳政令
- 1305年（嘉元3年） 嘉元の乱
- 1317年（文保元年） 文保の和談
- 1324年（正中元年） 正中の変
- 1325年（正中2年） 安藤氏の乱
- 1331年?（元弘元年） 卜部兼好（吉田兼好）の『徒然草』が成立。
- 1331年（元弘元年） - 1333年（元弘3年） 元弘の乱
  - 1331年（元弘元年） 後醍醐天皇、山城国笠置山で挙兵する。
  - 1333年（元弘3年）5月11日 小手指原の戦い
  - 1333年（元弘3年）5月12日 久米川の戦い
  - 1333年（元弘3年）5月15日 分倍河原の戦い
  - 1333年（元弘3年）5月16日 関戸の戦い
  - 1333年（元弘3年）5月22日 東勝寺合戦。北条高時ら、自害して鎌倉幕府が滅亡。
- 1331年（元弘元年） 光厳天皇が即位する（北朝の初め）。

### 室町時代

#### 建武の新政
- 1333年（元弘3年） 護良親王、征夷大将軍となる。
- 1333年（元弘3年） 記録所・雑訴決断所・武者所を置く。
- 1334年（建武元年） 建武の新政。後醍醐天皇による親政。
- 1334年（建武元年） 『二条河原の落書』が掲げられる。
- 1335年（建武2年） 中先代の乱
- 1336年（延元元年（北朝 建武3年）） 建武の乱
  - 1336年（延元元年（北朝 建武3年）） 多々良浜の戦い
  - 1336年（延元元年（北朝 建武3年）） 湊川の戦いで、楠木正成が戦死。

#### 南北朝時代
南朝
- 1336年（延元元年） 後醍醐天皇、吉野へ還幸（南朝の初め）。
- 1339年（延元4年） 北畠親房の『神皇正統記』が成立。
- 1348年（正平3年（北朝 貞和4年）） 四條畷の戦い

北朝
- 1336年（北朝 建武3年） 足利尊氏、是円・真恵らに命じて『建武式目』を制定し、政権の骨格を示す。
- 1338年（北朝 暦応元年） 足利尊氏、征夷大将軍に補任され、京都に幕府を開く（室町幕府）。
- 1349年（北朝 貞和5年） 鎌倉府設置。
- 1350年（北朝 観応元年） -  1352年（北朝 観応3年）観応の擾乱
- 1352年（北朝 文和元年） 武蔵野合戦
- 1361年（北朝 康安元年、南朝正平16年） 正平地震。
- 1368年（北朝 応安元年） 武蔵平一揆の乱。応安の半済令を施行する。
- 1378年（北朝 永和4年） 足利義満、京都室町通今出川付近に新邸（花の御所）を造営し始める。
- 1379年（北朝 康暦元年） 康暦の政変
- 1389年（北朝 康応元年） - 1390年（北朝 明徳元年） 土岐康行の乱
- 1391年（北朝 明徳2年） 明徳の乱
- 1392年（元中9年（北朝 明徳3年）） 南北朝合一（明徳の和約）

#### 室町時代
- 1394年（応永元年） 足利義満、太政大臣となる。
- 1399年（応永6年） 応永の乱
- 1400年（応永7年） 大塔合戦
- 1401年（応永8年） 日明貿易（勘合貿易）の開始（1549年（天文18年）まで）。
- 1416年（応永23年） 上杉禅秀の乱
- 1419年（応永26年） 応永の外寇
- 1428年（正長元年） 正長の土一揆
- 1429年（正長2年）
  - 播磨の国一揆
  - 大和永享の乱
  - 尚巴志王が琉球を統一し、琉球王国が興る。
- 1438年（永享10年） - 1439年（永享11年） 永享の乱
- 1440年（永享12年） 結城合戦
- 1441年（嘉吉元年）
  - 嘉吉の乱（嘉吉の変）
  - 嘉吉の徳政一揆
- 1443年（嘉吉3年） 禁闕の変
- 1443年（嘉吉3年） 嘉吉条約
- 1454年（享徳3年） - 1483年（文明14年） 享徳の乱（東国における戦国時代の始まりとする説もある）
- 1455年（享徳4年） 鎌倉公方足利成氏、鎌倉府から古河府に遷座。
- 1457年（長禄元年） コシャマインの戦い。太田道灌が江戸城築城。
- 1458年（長禄2年） 東国に古河公方と堀越公方が並立。
- 1466年（文正元年） 文正の政変

#### 戦国時代
- 1467年（応仁元年） - 1477年（文明9年） 応仁の乱 （戦国時代始まる）
- 1485年（文明17年） - 1493年（明応2年） 山城国一揆
- 1486年（文明18年） 雪舟、『山水長巻』を完成させる。
- 1487年（長享元年） - 1505年（永正2年） 長享の乱
- 1487年（長享元年） - 1491年（延徳3年） 長享・延徳の乱
- 1488年（長享2年） 加賀一向一揆
- 1489年（延徳元年） 足利義政、銀閣を完成させる（慈照寺の創建は、翌1490年（延徳2年））。
- 1493年（明応2年） 
  - 明応の政変により細川政権確立（これを戦国時代の始まりとする説もある）。
  - 北条早雲が堀越公方を滅ぼす。
- 1498年（明応7年） 明応地震
- 1507年（永正4年） 永正の錯乱
- 1510年（永正7年） 朝鮮で日本人居留民が三浦の乱を起こす。
- 1523年（大永3年） 明で細川氏と大内氏が寧波の乱を起こす。
- 1531年（享禄4年） 享禄の乱
- 1532年（天文元年） - 1535年（天文4年） 天文の乱
- 1536年（天文5年） 天文法華の乱
- 1538年（天文7年） 国府台合戦
- 1543年（天文12年、一説に1542年（天文11年）） ポルトガル人、大隅国種子島に漂着し、鉄砲を伝える。
- 1546年（天文15年） 河越城の戦い
- 1549年（天文18年） 江口の戦い。三好政権確立。
- 1549年（天文18年） イエズス会のフランシスコ・ザビエル、薩摩国鹿児島に上陸し、キリスト教を伝える。
- 1550年代 南蛮貿易はじまる。
- 1553年（天文22年） - 1564年（永禄7年） 川中島の戦い
- 1555年（弘治元年） 厳島の戦い
- 1560年（永禄3年） 桶狭間の戦い
- 1564年（永禄7年） 稲葉山城の戦い
- 1565年（永禄8年） 永禄の変
- 1568年（永禄11年） 織田信長、足利義昭を奉じて入京し、織田政権確立。
- 1570年（元亀元年） 姉川の戦い
- 1570年（元亀元年） 布部山の戦い
- 1571年（元亀2年） 信長、比叡山を焼き討ちする。
- 1572年（元亀3年） 三方ヶ原の戦い
- 1573年（天正元年） 槇島城の戦い。信長、足利義昭を追放して、室町幕府が実質的に滅亡。

## 近世

### 安土桃山時代
- 1573年（天正元年） 一乗谷城の戦い
- 1573年（天正元年） 小谷城の戦い
- 1575年（天正3年） 長篠の戦い
- 1576年（天正4年） 安土城の築城開始。
- 1576年（天正4年） 天王寺の戦い
- 1582年（天正10年） 甲州征伐
- 1582年（天正10年） 明智光秀が本能寺の変を起こす。
- 1582年（天正10年） 山崎の戦い - 清洲会議
- 1582年（天正10年） 天正壬午の乱
- 1582年（天正10年） - 1590年（天正18年） 天正遣欧使節が渡来。
- 1582年（天正10年） - 1598年（慶長3年） 太閤検地
- 1583年（天正11年） 賤ヶ岳の戦い
- 1583年（天正11年） 大坂城の築城開始。
- 1583年（天正11年） 北条氏政が古河公方を滅ぼす。
- 1584年（天正12年） 小牧・長久手の戦い
- 1585年（天正13年） 羽柴秀吉（豊臣秀吉）、関白となり豊臣政権確立（翌年、太政大臣となり、豊臣の姓を賜う。）。
- 1586年（天正13年11月） 天正地震（帰雲城埋没、長浜城倒壊）。
- 1587年（天正15年） 豊臣秀吉、バテレン追放令を定め、カトリック教会の宣教師を追放する。
- 1588年（天正16年） 足利義昭、朝廷に征夷大将軍を返上する。
- 1588年（天正16年） 秀吉、刀狩令を定める。
- 1590年（天正18年） 小田原征伐。宇都宮仕置、奥州仕置（豊臣秀吉の東国平定、全国統一）。
- 1591年（天正19年） 豊臣秀吉が千利休に切腹を命じる。
- 1591年（天正19年） 豊臣秀吉、身分統制令を定め、士農工商の身分体系を確定する。
- 1592年（文禄元年） 人掃令を定め、全国の戸口調査を行う。
- 文禄・慶長の役（朝鮮出兵）
  - 1592年（文禄元年） - 1593年（文禄2年） 文禄の役
  - 1597年（慶長2年） - 1598年（慶長3年） 慶長の役
- 1596年（慶長元年） サン＝フェリペ号事件。慶長伏見地震により伏見城が大破。
- 1598年（慶長3年） 秀吉、伏見城（後の桃山）で没する。
- 1600年（慶長5年） 関ヶ原の戦い、イングランド・オランダの貿易商人（イングランド人ウィリアム・アダムズ、オランダ人ヤン・ヨーステンなど）が日本に上陸。

### 江戸時代
初期
- 1601年（慶長6年） 慶長金・慶長銀鋳造開始。
- 1603年（慶長8年） 
  - 徳川家康、伏見城で征夷大将軍の宣下を受け、江戸幕府を開く。
  - 現在の二条城が築城され、将軍宣下に伴う賀儀が挙行される。
- 1605年（慶長10年） 徳川秀忠、伏見城で征夷大将軍の宣下を受ける。
- 1609年（慶長14年） 
  - 琉球侵攻。琉球王国は薩摩藩の支配下に入る
  - 朝鮮と己酉約条を結ぶ
  - 猪熊事件
- 1611年（慶長16年） 慶長三陸地震。
- 1613年（慶長18年） 仙台藩が慶長遣欧使節を派遣。
- 1614年（慶長19年） - 1615年（慶長20年） 大坂の陣
  - 1614年（慶長19年） 大坂冬の陣
  - 1615年（慶長20年） 大坂夏の陣。豊臣氏滅ぶ。
- 1615年（元和元年） 武家諸法度（元和令）、禁中並公家諸法度を定める。
- 1616年（元和2年） 欧船の来航を平戸・長崎に制限する。
- 1618年（元和4年） 鳥取藩の商人が幕府より日本海に浮かぶ鬱陵島への渡海免許を得る。
- 1622年（元和8年） 元和の大殉教
- 1623年（元和9年） 徳川家光、伏見城で征夷大将軍の宣下を受ける。
- 1624年（寛永元年） スペイン人の来航を禁じる。
- 1625年（寛永2年）熊本地震
- 1628年（寛永5年）踏絵の制度が始まる
- 1629年（寛永6年） 紫衣事件、後水尾天皇退位
- 1633年（寛永10年） 奉書船以外の海外渡航を禁じ、海外渡航者の帰国を制限する（第一次鎖国令）。
- 1635年（寛永12年） 柳川一件
- 1635年（寛永12年） 参勤交代制を確立する。
- 1636年（寛永13年） 浅草・芝・坂本で寛永通寳鋳造開始、三貨体制確立。
- 1637年（寛永14年） - 1638年（寛永15年） 島原の乱（島原、天草一揆）
- 1639年（寛永16年） ポルトガル人の来航を禁じる、鎖国が完成する。
- 1641年（寛永18年） オランダ人を長崎出島に移す（鎖国の完成）。
- 1642年（寛永19年）頃 寛永の大飢饉
- 1643年（寛永20年） 田畑永代売買禁止令を定める。
- 1651年（慶安4年） 由井正雪の乱（慶安の変）
- 1657年（明暦3年）明暦の大火、徳川光圀が『大日本史』の編纂を開始（1906年完成）。
- 寛文の二大美事（武家諸法度の改定（寛文令））
  - 1663年（寛文3年） 殉死を禁じる。
  - 1665年（寛文5年） 大名の人質を廃止する。
- 1666年（寛文6年） オランダ風説書（現存する邦文最古のもの）の初め。
- 1669年（寛文9年） シャクシャインの戦い
- 1670年（寛文10年） 紀州藩の蜜柑船が小笠原諸島を発見。

中期
- 1682年（天和2年） 井原西鶴、『好色一代男』を発表。
- 1683年（天和3年） 八百屋お七事件
- 1684年（貞享元年） 渋川春海、貞享暦を作る。
- 1687年（貞享4年） 生類憐れみの令を定める。
- 1690年（元禄3年） 湯島聖堂が設立される。
- 1692年（元禄5年） 日本と朝鮮の間で、現在の鬱陵島をめぐる領土問題が発生（竹島一件）。
- 1695年（元禄8年） 元禄の貨幣吹替、元禄金・元禄銀の品位を下げ、通貨量を増大。
- 1697年（元禄10年） 宮崎安貞、『農業全書』を刊行する。
- 1701年（元禄14年） 赤穂事件
- 1703年（元禄16年） 近松門左衛門の『曾根崎心中』、人形浄瑠璃により初演される。元禄地震。
- 1707年（宝永4年） 宝永地震。富士山宝永大噴火（宝永山誕生）
- 正徳の治
  - 1709年（宝永6年） 間部詮房・新井白石を登用する。
  - 1712年（正徳2年） 勘定吟味役を再び設置する。
  - 1715年（正徳5年） 海舶互市新例を定める。
- 享保の改革
  - 1716年（享保元年）徳川吉宗、征夷大将軍となる。
  - 1717年（享保2年） 大岡忠相を町奉行（江戸南町奉行）に登用する。
  - 1721年（享保6年） 目安箱を設置する。
  - 1722年（享保7年） 上米の制を定める。
  - 1723年（享保8年） 足高の制を定める。
  - 1742年（寛保2年） 公事方御定書（御定書百箇条）を定める。
- 1753年（宝暦3年） 幕府が薩摩藩に対し、木曽三川の改修を命ずる（宝暦治水事件）
- 1754年（宝暦4年） 公事方御定書完成
- 1758年（宝暦8年） 宝暦事件
- 1767年（明和4年） 明和事件
- 田沼時代
  - 1767年（明和4年） 田沼意次、側用人となる。
  - 1771年（明和8年） 八重山地震津波。
  - 1772年（安永元年） 田沼意次、老中となる。
  - 1782年（天明2年） 下総国印旛沼を開墾する（1786年（天明6年）に中止。）。
  - 1784年（天明4年） 蝦夷地開拓を企図し、調査させる。
  - 1785年（天明5年） 手賀沼を開墾する（翌年完成、洪水にて流失。）。
  - 1786年（天明6年） 田沼意次、罷免される（翌年、減封され、相良城を収公される。）。
- 1774年（安永3年） 杉田玄白と前野良沢、『解体新書』を刊行する。
- 1783年（天明3年） 浅間山が噴火（天明大噴火）
- 1783年（天明3年） - 1788年（天明8年） 天明の大飢饉
- 寛政の改革
  - 1787年（天明7年） 松平定信、老中筆頭となり、倹約令を発する。
  - 1789年（寛政元年） 棄捐令を定める。
  - 1790年（寛政2年） 寛政異学の禁により朱子学以外の学問を禁じる。
  - 1791年（寛政3年） 江戸に町会所を建て、七分積金制を創設。
  - 1792年（寛政4年） 林子平の『海国兵談』（前年に出版）による筆禍事件。
- 尊号一件（尊号事件）
  - 1789年（寛政元年） 光格天皇が実父典仁親王に太上天皇の尊号を贈ろうとするも、幕府に拒絶される。
  - 1791年（寛政3年） 一条輝良、新たに関白となり、再度幕府に要求。
  - 1793年（寛政5年） 議奏中山愛親ら、関東へ下向して幕府の審問を受け、免職される。
- 1788年（天明8年） 京都天明の大火、皇居炎上する。
- 1789年（寛政元年） クナシリ・メナシの戦い。
- 1791年（寛政3年） 米国商船レディ・ワシントン号が、紀伊大島に来航。
- 1792年（寛政4年） ロシア使節アダム・ラクスマン、伊勢の漂民大黒屋光太夫を伴い蝦夷地根室に来航、通商を要求するも幕府は拒絶。島原大変肥後迷惑。
- 1797年（寛政9年） イギリス船、蝦夷地室蘭に来航。
- 1797年（寛政9年） 昌平坂学問所（聖堂）を官学校とする。
- 1798年（寛政10年） 本居宣長、『古事記伝』を完成させる。最上徳内と近藤重蔵が択捉島探検。

後期
- 1802年（享和2年） 十返舎一九、『東海道中膝栗毛』を発表。
- 1804年（文化元年） ロシア使節ニコライ・レザノフ、長崎に来航し通商を要求。
- 1805年（文化2年） 関東取締出役設置。
- 1807年（文化4年） 箱館奉行を廃止し、松前奉行を置く。
- 1808年（文化5年）
  - 江戸湾（東京湾）沿岸の砲台修築を起工する。
  - 間宮林蔵が樺太を探検し間宮海峡（タタール海峡）を発見する。
  - イギリスの軍艦フェートン号が長崎に来航して補給を強要、オランダ人を人質に捕り、長崎奉行松平康英が切腹（フェートン号事件）。
- 1811年（文化8年） ロシアの軍艦艦長ヴァシーリー・ゴローニン、国後島で捕らえられる（ゴローニン事件）。
- 1814年（文化11年） 曲亭馬琴、『南総里見八犬伝』を発表。
- 1821年（文政4年） 伊能忠敬、『大日本沿海輿地全図』を完成させる。
- 1824年（文政7年） イギリス人船員が常陸国大津浜に上陸し、水戸藩の尋問を受ける（大津浜事件）。
- 1825年（文政8年） 異国船打払令（外国船打払令、異国船無二念打払令）。
- 1828年（文政11年） オランダ商館付のドイツ人医師フィリップ・フランツ・フォン・シーボルトに諜報の嫌疑がかけられ、連座した天文方の高橋景保ら処罰される（シーボルト事件）。
- 1831年（天保2年） 葛飾北斎、『富嶽三十六景』を発表。
- 1833年（天保4年） 歌川広重、『東海道五十三次』を発表。
- 1833年（天保4年） - 1839年（天保10年） 天保の大飢饉
- 1834年（天保5年） 水野忠邦、老中となる。
- 1835年（天保6年） 竹島事件。
- 1837年（天保8年）
  - 大塩平八郎の乱
  - 生田万の乱
  - アメリカ船モリソン号、漂民を伴い相模国浦賀に入港するも、打払令により撃退される（モリソン号事件）。
- 1839年（天保10年） 蛮社の獄
- 天保の改革
  - 1842年（天保13年） 天保薪水給与令
- 1844年（弘化元年） オランダ国王ウィレム2世、将軍徳川家慶に親書を送り開国を勧告する。
- 1846年（弘化3年） アメリカ使節ジェームズ・ビドル、相模国浦賀に来航し通商を要求。

末期（幕末）
- 1853年（嘉永6年）
  - マシュー・ペリー率いるアメリカ東インド艦隊の軍艦四隻が大統領ミラード・フィルモアの国書を携え江戸湾来航（黒船来航）。
  - エフィム・プチャーチン率いるロシアの軍艦四隻が長崎来航。
- 1854年（嘉永7年/安政元年）
  - 日米和親条約調印（下田・箱館の開港）
  - 日英和親条約調印（長崎・箱館の開港）
  - 安政東海地震、安政南海地震
- 1855年（安政2年） 安政江戸地震（安政の大地震）、日露和親条約調印。
- 1856年（安政3年） アメリカ領事タウンゼント・ハリスが下田に着任。日蘭和親条約調印。
- 1858年（安政5年） 
  - 南紀派の井伊直弼、大老となる。
  - 日米修好通商条約調印（神奈川・長崎・新潟・兵庫の開港）。
- 1858年（安政5年） - 1859年（安政6年） 安政の大獄
- 1859年（安政6年） 横浜に外国人居留地を造成。
- 1860年（安政7年/万延元年）
  - 桜田門外の変
  - 幕府が咸臨丸で万延元年遣米使節を派遣。勝海舟などが乗船
- 1861年（万延2年/文久元年） 
  - ロシア軍艦対馬占領事件
  - 東禅寺事件
- 1862年（文久2年） 
  - 坂下門外の変
  - 寺田屋事件（寺田屋騒動）
  - 生麦事件
- 文久の改革
  - 将軍後見職に徳川（一橋）慶喜、政事総裁職に松平春嶽が就任。
  - 蕃書調所を洋書調所と改める。
  - 幕府陸軍の設置や三兵戦術を導入。
  - 千歳丸を清に派遣。
- 1863年（文久3年）
  - 薩英戦争
  - 八月十八日の政変
  - 生野の変
  - 天誅組の変
  - 井土ヶ谷事件。
- 1864年（文久4年/元治元年）
  - 水戸天狗党の乱
  - 池田屋事件
  - 禁門の変
  - 四国連合艦隊下関砲撃事件
  - 鎌倉事件
- 長州征討
  - 1864年（元治元年） 第一次長州征討
  - 1866年（慶応2年） 第二次長州征討
- 1866年（慶応2年） 
  - 坂本龍馬の斡旋により薩長同盟締結。
  - 徳川慶喜、征夷大将軍となる。
- 1867年（慶応3年） 近江屋事件。大政奉還・王政復古により江戸幕府が実質的に滅亡。
- 1868年（慶応4年/明治元年）
  - 五箇条の御誓文
  - 神仏分離令
  - 府藩県三治制
  - 「明治」に改元
- 1868年（慶応4年/明治元年） -  1869年（明治2年）  戊辰戦争
  - 1868年（慶応4年1月） 鳥羽・伏見の戦い
  - 1868年（慶応4年3月） 甲州勝沼の戦い
  - 1868年（慶応4年閏3月） 江戸開城（江戸城無血開城）
  - 1868年（慶応4年閏4月） 会津戦争
  - 1868年（慶応4年5月） 北越戦争
  - 1868年（慶応4年5月） 上野戦争
  - 1868年（慶応4年7月） 秋田戦争
  - 1868年（明治元年10月） 箱館戦争（函館戦争）（五稜郭の戦い）

## 近代

### 明治期
- 1869年（明治2年）
  - 東京奠都
  - 版籍奉還
  - 蝦夷から北海道に改称
  - 太政官制発足（二官六省）
- 1870年（明治3年）
  - 大教宣布
- 1871年（明治4年）
  - 廃藩置県
  - 日清修好条規締結
  - 岩倉使節団の派遣
  - 郵便制度施行
- 1872年（明治5年）
  - 田畑永代売買禁止令廃止
  - 学制公布
  - 新橋から横浜間に日本初の鉄道が開通。
  - 琉球王国が琉球藩となる。
- 1873年（明治6年）
  - 太陽暦採用
  - 徴兵令公布
  - 五榜の掲示の撤廃により、キリスト教を解禁。
  - 地租改正
  - 明治六年政変
- 1874年（明治7年）
  - 板垣退助らが下野し、愛国公党を設立、民撰議院設立建白書を提出。
  - 台湾出兵
  - 佐賀の乱
  - 北海道に屯田兵制を導入。
- 1875年（明治8年）
  - 平民苗字必称義務令公布
  - 愛国社設立
  - 立憲政体の詔により、元老院・大審院・地方官会議を設置。
  - 樺太・千島交換条約締結
  - 江華島事件
- 1876年（明治9年）
  - 日朝修好条規締結
  - 秩禄処分
  - 帯刀禁止令公布
  - 金禄公債証書交付
  - 神風連の乱
  - 秋月の乱
  - 萩の乱
- 1877年（明治10年）
  - 東京大学設立。
  - 西南戦争
- 1878年（明治11年）紀尾井坂の変
- 1879年（明治12年）
  - 琉球処分により沖縄県設置。
- 1881年（明治14年）
  - 明治十四年の政変
  - 国会開設の詔
  - 自由党 (日本 1881-1884)結成。
  - 開拓使官有物払下げ事件
- 激化事件（自由民権運動）
  - 1881年（明治14年）秋田事件
  - 1882年（明治15年）福島事件
  - 1883年（明治16年）高田事件
  - 1884年（明治17年）加波山事件、秩父事件、名古屋事件
  - 1885年（明治18年）大阪事件
  - 1886年（明治19年）静岡事件
- 1882年（明治15年）立憲改進党結成。
- 1883年（明治16年）鹿鳴館が建立。
- 1885年（明治18年）天津条約締結。内閣制度が発足し、太政官制廃止。山手線が開業。
- 1886年（明治19年）ノルマントン号事件、学校令公布。
- 1887年（明治20年）中央気象台発足。
- 1888年（明治21年）市制町村制施行。枢密院設置。
- 1889年（明治22年）大日本帝国憲法発布、東海道本線全線開通、任天堂建立、熊本地震。
- 1890年（明治23年）
  - 第1回衆議院議員総選挙実施
  - 立憲自由党結成。
  - 第1回帝国議会開会。
- 1891年（明治24年）
  - 足尾銅山鉱毒事件
  - 大津事件
  - 濃尾地震
- 1894年（明治27年）日英通商航海条約締結（領事裁判権撤廃）、日清戦争。
- 1895年（明治28年）
  - 下関条約締結
  - 台湾総督府設置
  - 三国干渉
- 1896年（明治29年）明治三陸地震
- 1897年（明治30年）貨幣法が公布され、金本位制が確立する。
- 1898年（明治31年）第1次大隈内閣成立（日本初の政党内閣）。
- 1899年（明治32年）著作権保護等を定めたベルヌ条約に加盟。
- 1900年（明治33年）立憲政友会結成。軍部大臣現役武官制導入。
- 1901年（明治34年）官営八幡製鐵所建設。
- 1902年（明治35年）日英同盟締結。教科書疑獄事件により学校教科書が国定化される。八甲田雪中行軍遭難事件。
- 1904年（明治37年）日露戦争。
- 1905年（明治38年）
  - ポーツマス条約署名
  - 桂・タフト協定
  - 日比谷焼打事件
  - 韓国統監府設置。
  - 芸予地震
  - 夏目漱石が吾輩は猫であるを出版。
- 1906年（明治39年）
  - 日本社会党結成(日本初の合法的社会主義政党)
  - 鉄道国有法制定
  - 夏目漱石が坊っちゃんを出版。
- 1907年（明治40年）
  - ハーグ密使事件
  - 日仏協約締結。
- 1908年（明治41年）赤旗事件。高平・ルート協定締結。
- 1909年（明治42年）伊藤博文暗殺事件。
- 1910年（明治43年）
  - 日韓併合条約締結。
  - 韓国統監府を朝鮮総督府に改組
  - 幸徳事件（大逆事件の始まり）。
- 1911年（明治44年）
  - 工場法公布 (施行は1916年)
  - 日米通商航海条約改正（関税自主権回復）。
- 1912年（明治45年）明治天皇崩御、大正に改元。近代オリンピックに日本が初参加（1912年ストックホルムオリンピック）。

### 大正期
- 1912年 (大正元年)
  - 二個師団増設問題
- 1913年（大正2年）沖縄県庁放火事件。第一次護憲運動（大正政変）。
- 1914年（大正3年）シーメンス事件。第一次世界大戦（〜1918年）

- 1915年（大正4年）対華21カ条要求。第一回全国高等学校野球選手権大会開催。
- 1917年（大正6年）
  - 日本初のアニメーション映画、芋川椋三玄関番の巻が公開。
- 1918年（大正7年）
  - 米騒動
  - 第一次世界大戦が終戦。
  - ロシア革命に干渉するためシベリアに出兵。
  - 原敬内閣成立（政党内閣が本格化）。
  - スペイン風邪流行。
- 1919年（大正8年）
  - パリ講和会議に参加。
  - 三・一運動
  - 関東軍設置。
- 1920年（大正9年）
  - 国際連盟に加盟、常任理事国となる。
  - 第一回メーデー開催。
  - 初の国勢調査実施。
- 1921年（大正10年）原敬暗殺事件。
- 1922年（大正11年）
  - シベリア出兵
  - 全国水平社結成。
- 1923年（大正12年）
  - 関東大震災発生。
  - 亀戸事件、甘粕事件
  - 虎ノ門事件
- 1924年（大正13年）第二次護憲運動（護憲三派形成）。
- 1925年（大正14年）
  - 日ソ基本条約締結

NHKラジオ放送開始
- - 治安維持法及び普通選挙法制定
  - 鶴見騒擾事件
  - 五・三〇事件
- 1926年（大正15年）大正天皇崩御、昭和に改元。

### 昭和戦前期
- 1927年（昭和2年） 
  - 昭和金融恐慌発生。
  - 東方会議に基づき第1次山東出兵。
  - 上野から浅草間に日本初の地下鉄開業。
- 1928年（昭和3年）
  - 三・一五事件
  - 済南事件
  - 張作霖爆殺事件
  - 全国に特別高等警察（特高）を設置。
  - パリ不戦条約締結
  - ラジオ体操始まる。
- 1930年（昭和5年） 
  - 前年の世界恐慌の影響を受け昭和恐慌が発生。
  - ロンドン海軍軍縮会議に参加。
  - 濱口首相遭難事件（統帥権干犯問題）
- 1931年（昭和6年） 
  - 中村大尉事件
  - 柳条湖事件
  - 満州事変
  - 羽田空港開港
  - 宮沢賢治が雨ニモマケズを出版
- 1932年（昭和7年）
  - 桜田門事件
  - 第一次上海事変
  - 血盟団事件
  - 五・一五事件（犬養毅暗殺）
  - 満州国建国。
  - 日満議定書締結。
- 1933年（昭和8年） 
  - 国際連盟を脱退
  - 塘沽協定により満州事変終結。
  - 滝川事件
- 1934年（昭和9年） 帝人事件、函館大火。
- 1935年（昭和10年） 天皇機関説問題、相沢事件。
- 1936年（昭和11年） 
  - 二・二六事件
  - 阿部定事件
- 1937年（昭和12年）
  - 盧溝橋事件、第二次上海事変（日中戦争（支那事変）勃発）。
  - 南京事件
  - 矢内原事件

- 1938年（昭和13年） 
  - 張鼓峰事件
  - 第一次近衛声明
  - 国家総動員法
  - 臨時通貨法制定
  - 津山三十人殺し
- 1939年（昭和14年） 
  - 第二次世界大戦開戦（〜1945年）
  - ノモンハン事件
  - 価格等統制令公布。
- 1940年（昭和15年） 
  - 北部仏印進駐
  - 日独伊三国軍事同盟成立
  - 汪兆銘政権との間で日華基本条約締結。
  - 大政翼賛会発足。
- 1941年（昭和16年） 
  - ゾルゲ事件
  - 日ソ中立条約締結
  - 中原会戦
  - 南部仏印進駐
  - 南方作戦発動によりマレー作戦と真珠湾攻撃開始、太平洋戦争（大東亜戦争）始まる。

- 1942年（昭和17年） 
  - 4月 日本本土に初空襲（ドーリットル空襲）
  - 6月 ミッドウェー海戦
  - 8月 ガダルカナル島の戦い
- 1943年（昭和18年） 
  - 5月 アッツ島の戦い
  - 9月 同盟国イタリアが連合国に降伏。
  - 10月 学徒出陣壮行会
  - 11月 大東亜会議開催。
- 1944年（昭和19年） 
  - 3月 インパール作戦
  - 4月 大陸打通作戦
  - 6月 サイパンの戦い
  - 7月 グアムの戦い
  - 12月 昭和東南海地震発生。
- 1945年（昭和20年）
  - 2月 硫黄島の戦い
  - 3月10日 東京大空襲。
  - 3月 米軍が慶良間諸島に上陸し、沖縄戦開始。
  - 4月 米軍が沖縄本島に上陸
  - 5月 同盟国ドイツが連合国に降伏。
  - 7月 連合国がポツダム宣言発表。
  - 8月6日 広島市への原子爆弾投下。
  - 8月8日 ソ連対日参戦。
  - 8月9日 長崎市への原子爆弾投下。
  - 8月10日 ポツダム宣言受諾の決定。
  - 8月14日 ポツダム宣言受諾。
  - 8月15日 宮城事件、玉音放送。
  - 8月18日 占守島の戦い
  - 8月24日 浮島丸事件
  - 9月2日 降伏文書調印。
  - 9月3日 ソビエト連邦が北方領土占領。
  - 11月 財閥解体指令。日本社会党結成。
  - 12月 選挙法改正により女性参政権が確立。日本共産党の合法化。

## 現代

### 昭和戦後期
戦後の占領期（1945年（昭和20年） - 1952年（昭和27年））についてはGHQも参照。
- 1946年（昭和21年）
  - 天皇の人間宣言
  - 公職追放の開始（〜1948年）
  - 伊豆諸島返還（本土復帰）
  - 極東軍事裁判開廷
  - 日本国憲法公布（1947年（昭和22年）5月施行）
  - 太宰治が走れメロスを出版
  - 農地改革
- 1947年（昭和22年）
  - 学校教育法・地方自治法の制定
- 1948年（昭和23年）
  - 昭和電工事件
- 1949年（昭和24年）
  - 労働組合法制定
  - 国鉄三大ミステリー事件
  - 湯川秀樹がノーベル賞を貰い、日本初のノーベル賞受賞者になる
- 1951年（昭和26年）
  -  サンフランシスコ講和条約  ・ （旧）日米安全保障条約  締結
- 1952年（昭和27年）
  - 主権回復 
  - 血のメーデー事件 - 破壊活動防止法(破防法)制定の契機。
  - トカラ列島返還
  - 警察予備隊が保安隊に改組。
- 1953年（昭和28年）
  - 日本でテレビ放送開始
  - 奄美群島返還
- 1954年（昭和29年）
  -  自衛隊  発足
  - 第五福竜丸事件
- 1955年（昭和30年）
  - 日本民主党と自由党 (日本 1950-1955)が合同し 自由民主党  結成（ 55年体制  ）
  - イタイイタイ病発生
  - GATTに加盟
- 1956年（昭和31年）
  -  日ソ共同宣言  発効
  - 国際連合に加盟
- 1958年（昭和33年）
  - 東京タワー完成
- 1960年（昭和35年）
  -  （新）日米安全保障条約  発効
  - 安保反対闘争
  - カラーテレビ放送開始
- 1961年(昭和36年)
  -  国民皆保険  実現
- 1962年（昭和37年）
  - 全国総合開発計画策定
- 1963年 (昭和38年)
  - GATT12条国から11条国へ移行
- 1964年（昭和39年）
  - 東海道新幹線開業
  -  1964年東京オリンピック  開催
  - 公明党結成
  - 日本がIMF14条国から8条国に移行
  - OECDに加盟
- 1965年（昭和40年）
  -  日韓基本条約  締結
- 1967年（昭和42年）
  - 公害対策基本法制定
- 1968年（昭和43年）
  - 東名高速道路開業
  - 小笠原諸島返還
  - 三億円事件
- 1969年（昭和44年）
  - 東大安田講堂事件 (日本の学生運動、全共闘)
  - 長寿アニメサザエさんが放送開始
- 1970年（昭和45年）
  - 日本万国博覧会（大阪万博）開催
- 1971年（昭和46年）
  - マクドナルド日本第1号店開店　(ファストフードの普及)
- 1972年（昭和47年）
  - 札幌オリンピック
  - あさま山荘事件
  -  沖縄返還 
  -  日中共同声明  調印
- 1973年（昭和48年）
  -  オイルショック 
  - 変動相場制移行
- 1974年（昭和49年）
  - 佐藤栄作がノーベル賞受賞
  - セブンイレブン日本第1号店開店　(コンビニエンスストアの普及)
- 1976年（昭和51年）
  - ロッキード事件 (三角大福中時代)
- 1978年（昭和53年）
  - 第二次オイルショック
  - 成田空港開港
  - 日中平和友好条約締結
- 1979年（昭和54年）
  - 大学共通第1次学力試験導入
  - 対中国ODA開始（〜2018年）
- 1982年（昭和57年）
  - 東北・上越新幹線開業
- 1983年（昭和58年）
  - ファミリーコンピュータ発売　(ゲーム機の普及)
- 1985年（昭和60年）
  - 三公社民営化
  - 日本航空123便墜落事故
- 1986年（昭和61年）
  - 男女雇用機会均等法成立　(女性の社会進出進む)
  -  バブル景気  始まる
- 1987年（昭和62年）
  - 国鉄分割民営化
- 1988年（昭和63年）
  - リクルート事件
  - 青函トンネルと瀬戸大橋が開業
- 1989年（昭和64年）
  - 昭和天皇崩御、皇太子明仁親王が天皇に践祚
  - 平成に改元(戦後初の改元)

### 平成期
- 1989年（平成元年）
  - 消費税施行
- 1991年（平成3年）
  - バブル経済 崩壊　(平成不況へ)
- 1992年（平成4年）
  - PKO協力法成立（自衛隊海外派遣本格化）
- 1993年（平成5年）
  - 非自民連立政権 ( 55年体制の終焉 )
  - Jリーグ開幕
  - 環境基本法制定
- 1994年(平成6年)
  - 政治改革四法成立
- 1995年（平成7年）
  - 阪神・淡路大震災（兵庫県南部地震）
  - 地下鉄サリン事件 (オウム真理教事件)
  - 「戦後50年」の 村山談話 
  - Windows 95の発売　（インターネットの一般家庭への普及開始）
- 1997年（平成9年）
  - 神戸連続児童殺傷事件
- 1998年（平成10年）
  - 長野オリンピック
  - 民主党結成
- 1999年（平成11年）
  - 国旗及び国歌に関する法律成立・施行
  - 東海村JCO臨界事故
  -  自公連立政権  発足
  - インターネット掲示板2ちゃんねる開設
- 2001年（平成13年)
  - 中央省庁再編
  - BSデジタルテレビ放送が放送開始
- 2002年（平成14年）
  - FIFAワールドカップ 日韓大会
  - 初の日朝首脳会談
- 2003年（平成15年）
  - 地上デジタルテレビ放送が放送開始(東京、大阪、名古屋)
  - 宇宙航空研究開発機構(JAXA)設立
  - 自衛隊イラク派遣
- 2005年（平成17年）
  - 京都議定書発効
  - JR福知山線脱線事故
  - 日本の人口が戦後初めて減少
- 2006年（平成18年）
  - 教育基本法改正
- 2007年（平成19年）
  - 郵政民営化 (聖域なき構造改革)
  - 国民投票法成立
- 2008年（平成20年）
  - リーマン・ショック
  - iPhoneが日本で発売 (スマートフォンの普及が始まる)
- 2009年 (平成21年)
  - 自公連立政権から 民社国連立政権  に政権交代　(自民党が結成以来初めて第1党から転落)
  - 裁判員制度開始
- 2010年 (平成22年)
  - 尖閣諸島中国漁船衝突事件
- 2011年（平成23年）
  -  東日本大震災  （東北地方太平洋沖地震）
  - 福島第一原子力発電所事故
  - LINE運用開始
  - アナログ放送が放送終了（岩手県、宮城県、福島県は2012年に終了）
- 2012年（平成24年）
  - 3年間弱に及ぶ民主党中心の政権が終わり再び自公連立政権に
- 2016年（平成28年）
  - 共通番号制度 (マイナンバー制度)運用開始
  - 18歳選挙権施行
- 2017年（平成29年）
  - 民主党の後継政党である民進党が分裂

### 令和期
- 2019年 (令和元年)
  - 明仁が徳仁に生前譲位し令和に改元・即位礼正殿の儀
- 2020年（令和2年）
  -  新型コロナウイルス感染症 （COVID-19） の流行
- 2021年（令和3年）
  - 大学入試センター試験に代わる大学入学共通テスト開始
  - デジタル庁発足
  - 2020年東京オリンピック・東京パラリンピック開催
- 2022年（令和4年）
  - 民法改正で成人年齢が20歳から18歳に引き下げ
  - 安倍晋三銃撃事件
  - 旧統一教会問題
- 2023年（令和5年）
  - こども家庭庁発足
- 2024年（令和6年）
  - 日本原水爆被害者団体協議会（日本被団協）がノーベル平和賞を授賞
- 2025年（令和7月）
  - 2025年日本国際博覧会（大阪・関西万博）開催